# Жена (коммуна)
Жена́ (фр. Génat) — коммуна во Франции, находится в регионе Юг — Пиренеи. Департамент коммуны — Арьеж. Входит в состав кантона Тараскон-сюр-Арьеж. Округ коммуны — Фуа.
Код INSEE коммуны — 09133.

## Население
Население коммуны на 2008 год составляло 34 человека.
| 1962 | 1968 | 1975 | 1982 | 1990 | 1999 | 2008 |
| ---- | ---- | ---- | ---- | ---- | ---- | ---- |
| 10   | 40   | 26   | 27   | 20   | 26   | 34   |

## Экономика
В 2007 году среди 19 человек в трудоспособном возрасте (15—64 лет) 6 были экономически активными, 13 — неактивными (показатель активности — 31,6 %, в 1999 году было 46,2 %). Из 6 активных работали 5 человек (1 мужчина и 4 женщины), безработным был 1 мужчина. Среди 13 неактивных 1 человек был учеником или студентом, 9 — пенсионерами, 3 были неактивными по другим причинам.